# I Love You Baby (Paul Anka)
I love you baby is een single van de Engelse popgroep Freddie & the Dreamers, geschreven door Paul Anka.

## Tracklist

### 7" Single
Columbia 7186
1. I love you baby
2. Don't make me cry

## Hitnotering
| I love you baby            | I love you baby       | I love you baby | I love you baby | I love you baby | I love you baby | I love you baby |
| Hitlijst                   | Datum van binnenkomst | Week:           | 1               | 2               | 3               |                 |
| -------------------------- | --------------------- | --------------- | --------------- | --------------- | --------------- | --------------- |
| Tijd Voor Teenagers Top 10 | 4-7-1964              | Positie:        | 10              | 10              | 9               | uit             |